# Guido d’Ippolito

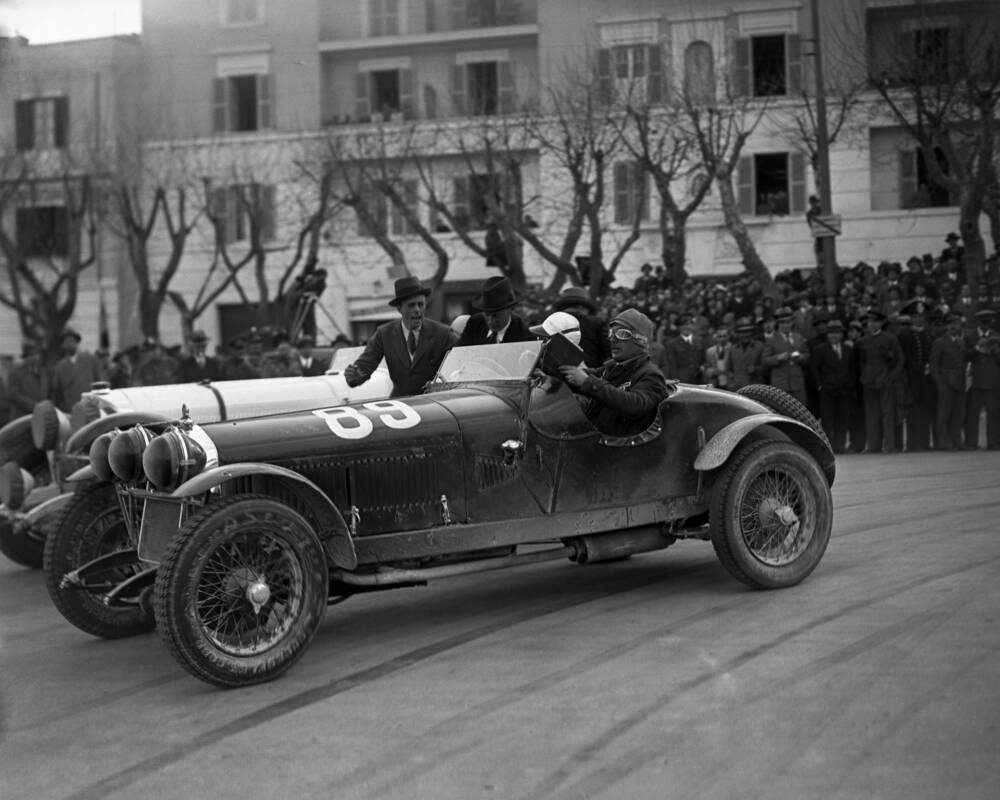
Luigi Scarfiotti und Guido d’Ippolito im Alfa Romeo 6C 1750 GS bei der Mille Miglia 1932

Guido d’Ippolito (* 1894 in Nicastro; † 8. Oktober 1933 in Altamura) war ein italienischer Autorennfahrer.

## Karriere
Guido d’Ippolito gehörte in den 1930er-Jahren zur neu gegründeten Scuderia von Enzo Ferrari. Der in einem Stadtteil von Lamezia Terme in der Provinz Catanzaro geborene Süditaliener fuhr seine ersten Autorennen in den 1920er-Jahren. 1926 und 1927 beendete er, noch als Privatfahrer, die Coppa della Sila in der kalabrischen Provinz Cosenza als Zweiter. Mit einem weiteren zweiten Rang 1930 und den Siegen 1928 und 1933, dort schon als Werksfahrer von Ferrari, wurde er zum erfolgreichsten Fahrer dieses Rennens. 1929 wurde er dort außerdem auch einmal Dritter der Gesamtwertung.
Beim ersten Rennen der Scuderia mit dem Markenzeichen von Ferrari, dem springenden Pferd auf gelbem Grund (ital. „Cavallino rampante“) auf einem Fahrzeug, dem 24-Stunden-Rennen von Spa-Francorchamps 1932, war er Partner von Piero Taruffi auf einem Alfa Romeo 8C 2300MM und beendete das Rennen als Gesamtzweiter. Weitere Erfolge erzielte er bei der Mille Miglia; 1932 wurde er Dritter und 1933 Fünfter.
D’Ippolito, der neben Goffredo Zehender, der erfolgreichste kalabrische Rennfahrer der 1930er-Jahre war, verunglückte im Oktober 1933 bei der Coppa Principessa di Piemonte, einem Straßenrennen mit Start- und Ziel in Neapel, tödlich. Er hinterließ seine Ehefrau Antoinette und zwei Söhne.

## Ehrungen
Das Stadio Guido D’Ippolito in Lamezia Terme, Heimstätte des Klubs Vigor Lamezia ist nach ihm benannt.

## Galerie

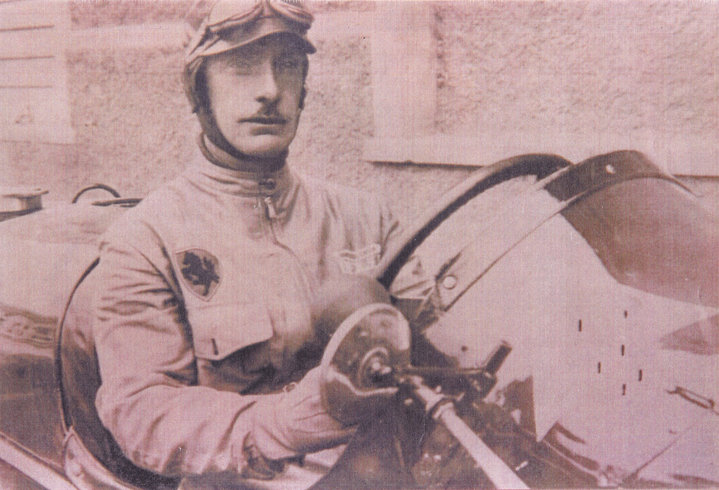
Guido d’Ippolito 1930
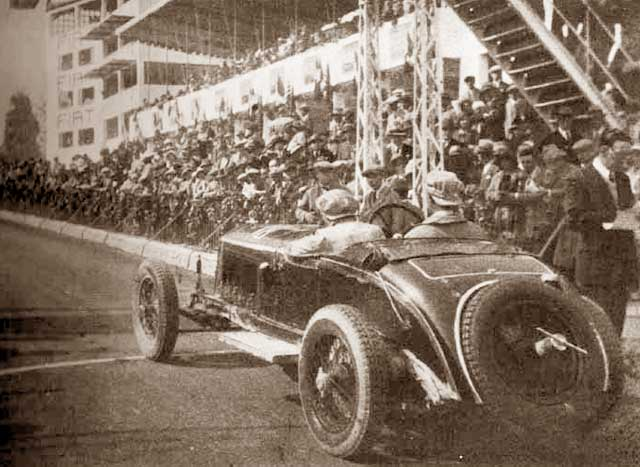
Im Alfa Romeo 6C 1750 bei der Targa Florio 1930
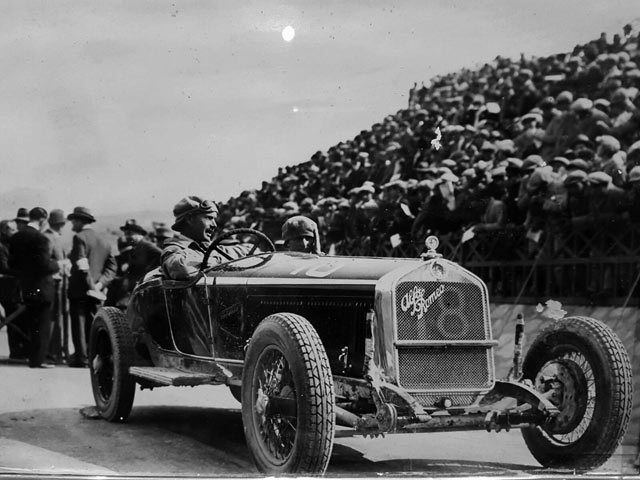
Bei der Targa Florio 1930
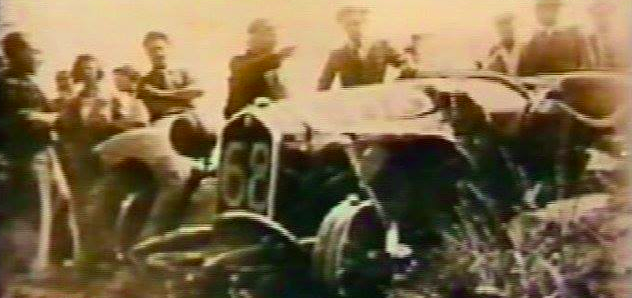
Das Wrack nach dem Unfall bei der Coppa Principessa di Piemonte